# Сельское поселение Кузнецовское (Раменский район)
Сельское поселение Кузнецовское — упразднённое муниципальное образование (сельское поселение) в Раменском муниципальном районе Московской области России.
Административный центр — деревня Кузнецово.

## История
Образовано 1 января 2006 года законом Московской области от 25 февраля 2005 года № 55/2005-ОЗ «О статусе и границах Раменского муниципального района и вновь образованных в его составе муниципальных образований».
4 мая 2019 года Раменский муниципальный район был упразднён, а все входившие в него городские и сельские поселения объединены в новое единое муниципальное образование — Раменский городской округ.
Глава сельского поселения — Кузьмин Алексей Андреевич.

## Население
| 2007    | 2008    | 2009    | 2010    | 2011    | 2012    | 2013    |
| ------- | ------- | ------- | ------- | ------- | ------- | ------- |
| 9299    | ↗9342   | ↗9447   | ↗10 033 | ↗10 262 | →10 262 | ↗10 384 |
| 2014    | 2015    | 2016    | 2017    | 2018    | 2019    |         |
| ↗10 550 | ↗10 726 | ↗10 934 | ↗10 995 | ↗11 255 | ↗11 632 |         |

## Населённые пункты
В состав сельского поселения входят 13 населённых пунктов:
- деревни: Кузнецово, Бисерово, Бояркино, Надеждино, Петровское, Пласкинино, Юрово.
- сёла: Малышево, Марково.
- посёлки: Дружба, Машиностроитель, Мирный, станции Бронницы.